# Galumnella subareolata
Galumnella subareolata är en kvalsterart som beskrevs av Sandór Mahunka 1969. Galumnella subareolata ingår i släktet Galumnella och familjen Galumnellidae. Inga underarter finns listade i Catalogue of Life.